# عبد الرحمن المدني
عبد الرحمن المدني( 1931م-2013م ) سياسي ومهندس سوري من حماة. ذو مسيرة مهنية وسياسية حافلة.

## ولادته وتحصيله
عبد الرحمن المدني من مواليد (1931-2013)حي سوق الشجرة محافظة حماة .نشأ  ودرس في مدارسها. في سن مبكرة، وتحديداً في عمر السادسة عشرة، اضطر للتوقف عن الدراسة لمدة أربع سنوات. خلال هذه الفترة، انخرط في العمل التجاري مع أخيه الأكبر نافع المدني، للمساهمة في تدبر أمور الحياة..وتمكن من الحصول على الثانوية العامة. التحق بعدها بـكلية الهندسة المدنية في الجامعة السورية بمدينة حلب، وتخرج منها عام 1957م. في العام نفسه، افتتح مكتبه الهندسي الخاص في حماة، ليبدأ مسيرته كمهندس محترف..حصل على درجة الماجستير بهدروليك المياه من باريس عام ١٩٦٥م مع المحافظة على منصبه.

## عمله ووظائفه
شغل عبد الرحمن المدني العديد من المناصب الإدارية والهندسية الهامة في سوريا، والتي تعكس خبرته الواسعة في قطاعات البنية التحتية والمياه:
- مدير أبنية التعليم في حماة: عام 1958م.
- رئيس مشروع سهل الغاب: عام 1961م، عُين في وزارة الأشغال العامة رئيساً لهذا المشروع الحيوي الذي هدف إلى استصلاح وتنمية سهل الغاب في المنطقة الوسطى من سوريا.
- مدير عام مؤسسة المشاريع الكبرى: عام 1965م، بعد حصوله على الماجستير، ترقى إلى هذا المنصب الرفيع.
- رئيس المجلس الأعلى للشركات: عام 1974م.
- أسس في عام ١٩٦٧م الشركة العامة لتنفيذ مشاريع الري ( ساريكو ).مديراً عاماً لشركة العامة لتنفيذ مشاريع الري ( ساريكو ).[2]
- نقيباً للمهندسين السوريين ١٩٧٨م.
- وزيراً لوزارة سد الفرات في حكومة عبد الرؤف الكسم الاولى.[3][4]
- وزيراً للري في حكومة عبد الرؤف الكسم الثانية.[5][6][7]
- وزيراً للري في حكومة عبد الرؤوف الكسم الثالثة.[8][9]
- وزيراً للري في حكومة محمود الزعبي الأولى.[10][11]
- وزيراًللري في حكومة محمود الزعبي الثانية.[12][13]

أعد مشروع مرسوم بتحويل وزارة سد الفرات الى وزارة الري لكونها تعنى بالتخصص على كامل الجمهورية العربية السورية فعين وزيراً للوزارة الجديدة ( وزارة الري ) عام ١٩٨٢م. وشكل فيها أحواض تقسم سورية مائياً كحوض بردى والأعوج وحوض العاصي وحوض الساحل وحوض اليرموك وحوض البادية وحوض الخابور والمديرية العامة لسد الفرات والمديرية العامة للدراسات المائية والمديرية العامة للاستصلاح الأراضي.أعيد تعيينه وزيراً للري في تسعة تشكيلات وتعديلات وزارية متتالية.تقاعد عام ٢٠٠٠م وحصل في عام ١٩٩٣م على درجة الدكتوراه من المجمع الإسلامي العالمي.

## وفاتة
توفي بتاريخ ٩ نيسان ٢٠١٣م تاركاً إرثاً كبيراً من الإنجازات في قطاع الهندسة والمياه في سوريا.

## المرجع
1. ↑  "سوريا تحاكم 26 شخصا في قضية انهيار سد زيزون". الجزيرة نت. اطلع عليه بتاريخ 2025-05-11.
2. ↑  al-Kashshāf al-taḥlīlī lil-ṣuḥuf wa-al-majallāt al-Sūrīyah. al-Mudīrīyah. 1985.
3. ↑  "حكومة عبد الرؤوف الكسم الأولى". ويكيبيديا. 27 أبريل 2025. مؤرشف من الأصل في 2025-02-23.
4. ↑  Moubayed، Sami (16 فبراير 2023). "حكومة الدكتور عبد الرؤوف الكسم الأولى". الموسوعة الدمشقية. مؤرشف من الأصل في 2025-03-17. اطلع عليه بتاريخ 2025-05-11.
5. ↑  "حكومة عبد الرؤوف الكسم الثانية". ويكيبيديا. 27 أبريل 2025. مؤرشف من الأصل في 2024-12-24.
6. ↑  Moubayed، Sami (17 فبراير 2023). "حكومة الدكتور عبد الرؤوف الكسم الثانية". الموسوعة الدمشقية. مؤرشف من الأصل في 2025-01-16. اطلع عليه بتاريخ 2025-05-11.
7. ↑  نور, مكتبة. "books حكومة عبد الرؤوف الكسم الثانية". www.noor-book.com (بالإنجليزية). Retrieved 2025-05-11.
8. ↑  "حكومة عبد الرؤوف الكسم الثالثة". ويكيبيديا. 27 أبريل 2025. مؤرشف من الأصل في 2024-12-24.
9. ↑  النعيمي، أحمد نوري (1 يناير 2017). العلاقات التركية العربية (1945 - 2016). Al Manhal. ISBN:9796500325941.
10. ↑  "حكومة محمود الزعبي الأولى". ويكيبيديا. 27 أبريل 2025. مؤرشف من الأصل في 2024-12-24.
11. ↑  النعيمي، أحمد نوري (1 يناير 2017). العلاقات التركية العربية (1945 - 2016). Al Manhal. ISBN:9796500325941.
12. ↑  "حكومة محمود الزعبي الثانية". ويكيبيديا. 27 أبريل 2025. مؤرشف من الأصل في 2024-12-24.
13. ↑  رئاسة مجلس الوزراء في الجمهورية العربية السورية. "وزارة السيد  المهندس محمود الزعبي  (من 29 حزيران 1992 - 13 آذار 2000)". pministry.gov.sy. مؤرشف من الأصل في 2024-12-14. اطلع عليه بتاريخ 2025-05-11. {{استشهاد ويب}}: الوسيط |تاريخ أرشيف= و|تاريخ-الأرشيف= تكرر أكثر من مرة (مساعدة) والوسيط |مسار أرشيف= و|مسار-الأرشيف= تكرر أكثر من مرة (مساعدة)
14. ↑  المدني، سليمان (1996). هؤلاء ... حكموا سورية، 1918-1970. دار الأنوار،.
15. ↑  "كونا :: توقيف وزير الري السوري السابق عبد الرحمن مدني وعدد من المتهمين بانهيار سد مائي 07/07/2002". www.kuna.net.kw. اطلع عليه بتاريخ 2025-05-11.
16. ↑  رئاسة مجلس الوزراء في الجمهورية العربية السورية. "وزارة الدكتور عبد الرؤوف الكسم  (من  8  نيسان 1985 - 1 تشرين الثاني 1987)". www.pministry.gov.sy. مؤرشف من الأصل في 2024-12-16. اطلع عليه بتاريخ 2025-05-11. {{استشهاد ويب}}: الوسيط |تاريخ أرشيف= و|تاريخ-الأرشيف= تكرر أكثر من مرة (مساعدة) والوسيط |مسار أرشيف= و|مسار-الأرشيف= تكرر أكثر من مرة (مساعدة)

## وصلات خارجية
السادة الوزراء من الموقع الرسمي لوزارة الموارد المائية الجمهورية العربية السورية
وزارة السيد المهندس محمود الزعبي (من 29 حزيران 1992 - 13 آذار 2000)